# Jakob Fort
Jakob Fort, född 1999, är en norsk skådespelare.
Fort har bland annat medverkat i filmen Konvojen. Han har även medverkat i TV-serien Blank.

## Filmografi (i urval)
- 2018–2019 – Blank (TV-serie)
- 2023 – Konvojen